# 明地阳菜
明地陽菜（日语：／ Akechi Hina，2005年3月14日—），日本女子羽毛球运动员，出生大阪府堺市，畢業於山口縣立柳井商工高等學校，現為再春館製藥所羽毛球隊選手。

## 簡歷
明地陽菜出生於大阪府堺市，中學二年級轉學到山口縣柳井中学校，後就讀柳井商工高等學校。2022年參加全国高等学校选拔羽毛球大会，助柳井商工達成女子團體四連霸及奪得女子單打冠軍。
2022年2月，尚就讀高中的明地陽菜入選亞洲羽毛球團體錦標賽名單，幫助日本晉級女子團體準決賽，惜因準決賽當天日本陣中選手被驗出2019冠状病毒病陽性反應，最終棄權獲得季軍。同年10月，明地阳菜代表日本出战西班牙桑坦德举行的世界青年羽毛球錦標賽並随队赢得混合团体赛季军。11月，在斯洛文尼亞未來系列賽獲得女單亞軍，亦搭檔吉川天乃獲得女雙冠軍。
2023年，明地陽菜在高中畢業後加入再春館製薬所羽毛球隊，在該年國際賽場斬獲三冠一亞。她在4月舉行大阪國際挑戰賽女單決賽以直落二不敵齋藤栞。5月初，於盧森堡公開賽決賽以2比1（18-21、21-15、21-12）擊敗江穎麗，奪得國際賽女單首冠，隔週再於瑞典公開賽決賽直落二（21-12、21-14）戰勝盧善恩，背靠背奪冠。7月於毛里裘斯國際賽贏得該年第三冠。5月9日，世界青少年羽毛球排名女子單打第一位。
2024年3月，明地在超級300級別的奧爾良大師賽四強擊敗同樣畢業自柳井商工的學姊水津愛美，生涯首次晉級世界羽聯世界巡迴賽決賽；最終在決賽面對尚在就讀自柳井商工的學妹宮崎友花時以直落二（18-21、12-21）落敗。5月初，於盧森堡公開賽成功衛冕，接著在隔周獲得丹麥挑戰賽亞軍。

## 主要比賽成績
只列出曾進入準決賽的國際賽事成績：
| 年份   | 賽事                     | 公開賽級別 | 項目     | 搭檔     | 成績   |
| ------ | ------------------------ | ---------- | -------- | -------- | ------ |
| 2022年 | 亞洲羽毛球團體錦標賽     | 其他       | 女子團體 | －       | 季軍   |
| 2022年 | 世界青年羽毛球錦標賽     | 其他       | 混合團體 | －       | 季軍   |
| 2022年 | 斯洛維尼亞羽球未來系列賽 | 未來系列賽 | 女子單打 | －       | 亞軍   |
| 2022年 | 斯洛維尼亞羽球未來系列賽 | 未來系列賽 | 女子雙打 | 吉川天乃 | 冠軍   |
| 2023年 | 大阪羽球國際挑戰賽       | 國際挑戰賽 | 女子單打 | －       | 亞軍   |
| 2023年 | 盧森堡羽球公開賽         | 國際系列賽 | 女子單打 | －       | 冠軍   |
| 2023年 | 瑞典羽球公開賽           | 國際系列賽 | 女子單打 | －       | 冠軍   |
| 2023年 | 模里西斯羽球國際賽       | 國際系列賽 | 女子單打 | －       | 冠軍   |
| 2024年 | 奧爾良羽球大師賽         | 超級300賽  | 女子單打 | －       | 亞軍   |
| 2024年 | 盧森堡羽球公開賽         | 國際挑戰賽 | 女子單打 | －       | 冠軍   |
| 2024年 | 丹麥羽球國際挑戰賽       | 國際挑戰賽 | 女子單打 | －       | 亞軍   |
| 2024年 | 美國羽毛球公開賽         | 超級300賽  | 女子單打 | －       | 準決賽 |
| 2024年 | 印尼羽毛球國際挑戰賽     | 國際挑戰賽 | 女子單打 | －       | 冠軍   |
| 2024年 | 印尼北干巴魯羽毛球大師賽 | 超級100賽  | 女子單打 | －       | 亞軍   |

| 2018-2026年 | 總決賽 | 超級1000賽 | 超級750賽 | 超級500賽 | 超級300賽 | 超級100賽 | 國際挑戰賽 | 國際系列賽 | 未來系列賽 | 其他 |

## 外部連結
- 明地阳菜在BWFBadminton.com（英语）
- 明地阳菜在BWF.TournamentSoftware.com（英语）
- 明地阳菜在Flashscore（英语）